# Бан-Моні-Кеш
Бан-Моні-Кеш (перс. بن مني كش) — село в Ірані, у дегестані Хушабар, у Центральному бахші, шагрестані Резваншагр остану Ґілян. За даними перепису 2006 року, його населення становило 124 особи, що проживали у складі 29 сімей.